# Freychenet
Freychenet település Franciaországban, Ariège megyében. Lakosainak száma 82 fő (2022. január 1.). Freychenet Cazenave-Serres-et-Allens, Celles, Montferrier, Nalzen és Saint-Paul-de-Jarrat községekkel határos.

## Népesség
A település népességének változása:
| Lakosok száma | 94   | 76   | 66   | 101  | 96   | 91   | 90   | 85   | 82   | 82   |
|               | 1968 | 1982 | 1990 | 2006 | 2013 | 2015 | 2017 | 2019 | 2020 | 2022 |